# Palau d'Europa
El Palau d'Europa (francès: Palais de l'Europe) és un edifici situat a Estrasburg, França, que ha servit de seu del Consell d'Europa des de 1977 quan va substituir la 'Casa d'Europa'. Entre 1977 i 1999 també va ser la seu d'Estrasburg del Parlament Europeu.

## Història
Les primeres assemblees del Consell d'Europa es van fer en l'edifici estatal Palais Universitaire de la Universitat d'Estrasburg. Entre 1950 i 1977, van tenir lloc en un edifici provisional de ciment, la Casa d'Europa (Maison de l'Europe),
La primera pedra del Palau d'Europa es va posar el 15 de maig de 1972 pel polític suís Pierre Graber. Va ser dissenyat per l'arquitecte Henry Bernard i va ser inaugurat el 28 de gener de 1977.

## Disseny

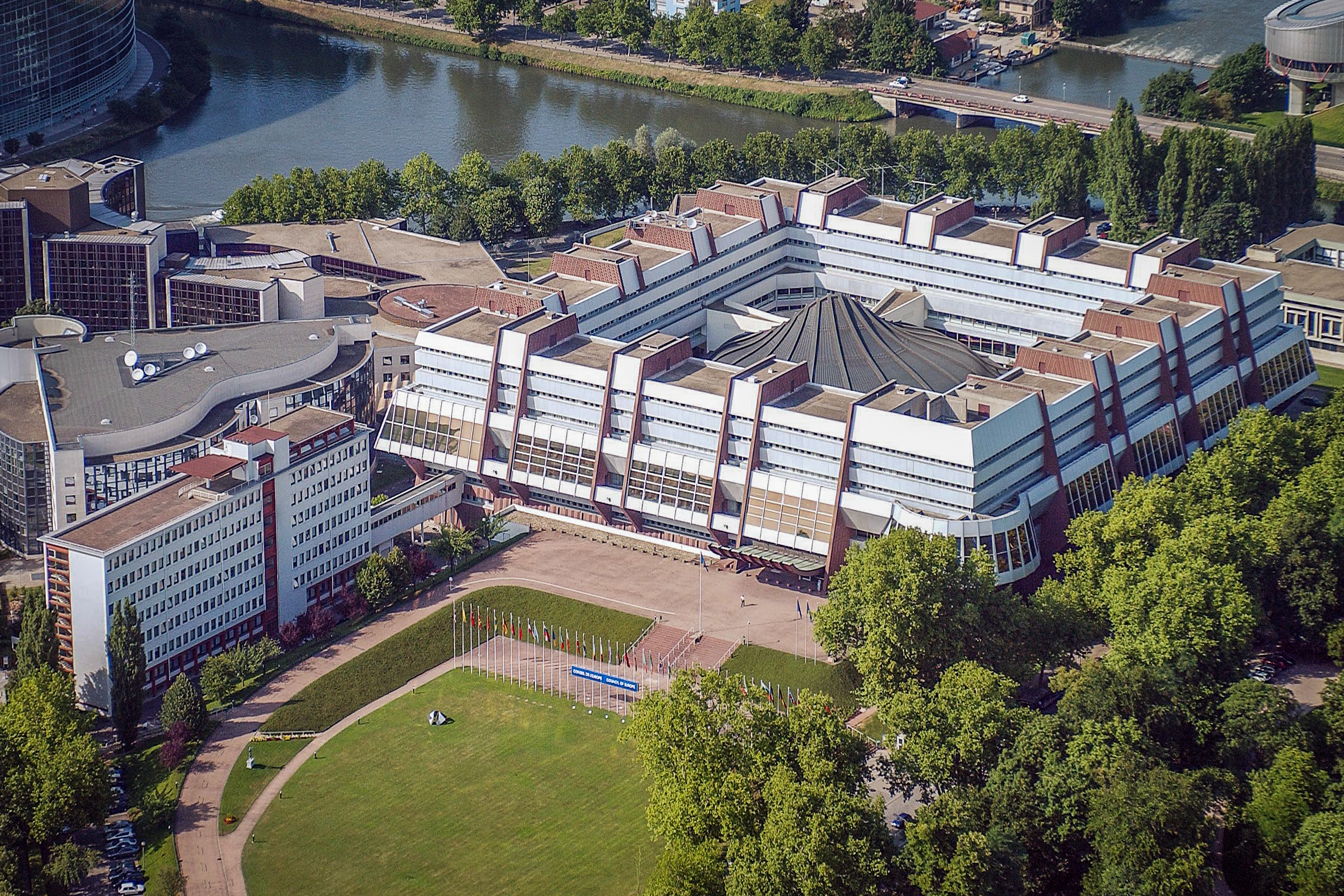
Vista aèria

El Palau d'Europa té forma quadrada amb 106 m cada costat. Té una alçada de 38m i una superfície de treball de 64.000 m². Té 17 sales i un miler d'oficines. Està situat al "Districte Europeu" d'Estrasburg a 2 km de la Grande Île d'Estrasburg.
Fins a 1999, aquest edifici hostatjava les sessions plenàries del Parlament Europeu (una institució de la Unió Europea, la qual està separada del Consell d'Europa). Eñ Parlament Europeu actualment té el seu propi edifici, Immeuble Louise Weiss, al costat del riu Ill.